# 교황 펠라지오 2세
교황 펠라지오 2세(라틴어: Pelagius PP. II, 이탈리아어: Papa Pelagio II)는 제63대 교황(재위: 579년 11월 26일 - 590년 2월 7일)이다.
펠라지오 2세는 520년 로마에서 비니길트의 아들로 태어났으며, 부친의 이름을 봤을 때 아마도 동고트족 혈통인 것으로 추정된다. 따라서 그는 동고트족으로서는 교황 보니파시오 2세에 이어 두 번째로 교황좌에 오른 인물이었다. 그는 랑고바르드족이 로마를 점령하고 있던 어려운 시기에 교황으로 선출되었으나, 동로마 제국의 승인을 받지 않고 바로 착좌하였다. 펠라지오 2세는 부제 그레고리오를 콘스탄티노폴리스에 사절로 파견하여 사정을 설명하고, 랑고바르드족에 대항하기 위해 동로마 제국의 마우리키우스 황제에게 지원병을 요청했다. 하지만 동로마 제국은 사산조 페르시아와 복잡한 문제를 안고 있었기 때문에 소수의 군대만을 보내서 별 도움을 받지 못했다. 펠라지오 2세는 하는 수 없이 프랑크족에게 도움을 요청했으나, 프랑크족은 랑고바르족에게 매수당해 펠라지오 2세를 저버렸다. 최종적으로 라벤나의 총독은 랑고바르드족과 휴전을 맺어 589년까지 평화가 지속되었다.
이렇듯 위험한 정치적 상황 속에서도 펠라지오 2세는 기독교 성직자의 금욕에 관한 규정들을 공포하는 등 성직자의 금욕 생활을 촉진하기 위해 노력하였으며, 그의 후임자 그레고리오 1세는 이러한 규정들이 너무 엄격하다고 여겨 어느 정도 완화하였다.
펠라지오 2세는 과거 삼장서 논쟁으로 이탈리아 북부의 많은 주교가 로마와의 친교를 끊어버린 것을 안타까워하고 기독교의 재일치를 도모하였다. 그레고리오 부제가 콘스탄티노폴리스에서 로마로 돌아와 그 협상 책임을 맡았다. 불행하게도 대다수 주교들은 로마와의 친교를 회복하기를 거절하였다. 라벤나의 총독 역시 친교를 맺도록 강권하였으나 역부족이었다. 그런 가운데 581년 밀라노의 주교가 로마에 귀일하여 일치하였다.
펠라지오 2세는 또한 성 라우렌시오가 순교한 장소에 그를 기리기 위하여 산 로렌초 푸오리 레 무라 성당의 건설을 지시하였다. 그의 사저는 병원으로 개조되어 현재 성 요한 병원(Ospedale di San Giovanni)으로 남아 있다. 펠라지오 2세의 재위 중에 히스파니아의 서고트족이 가톨릭 신앙으로 개종하였다. 한편 콘스탄티노폴리스 총대주교가 ‘세계 총대주교’라는 칭호를 공식적으로 사용하기로 결정하면서 로마 교회와 콘스탄티노폴리스 교회 간에 해묵은 갈등이 일어나게 되었다. 펠라지오 2세는 콘스탄티노폴리스 총대주교가 세계 총대주교라는 칭호를 사용하면 교황의 권위가 약화된다고 생각했기 때문에 인정하려고 하지 않았다.
펠라지오 2세는 590년 로마 페스트에 의해 선종하였다.